# 武藏斯河畔圣莱热
武藏斯河畔圣莱热（法語：Saint-Léger-sur-Vouzance，法語發音：[sɛ̃ leʒe syʁ vuzɑ̃s]）是法国阿列省的一个市镇，位于该省东部，属于维希区。

## 地理
武藏斯河畔圣莱热（46°24'34"N, 3°56'11"E）面积18.18 平方千米，位于法国奥弗涅-罗讷-阿尔卑斯大区阿列省，该省份为法国中部省份，北起涅夫勒省、西北接谢尔省，西南至克勒兹省，南至多姆山省，东南临卢瓦尔省，东临索恩-卢瓦尔省。
与武藏斯河畔圣莱热接壤的市镇（或旧市镇、城区）包括：沙斯纳尔、吕诺、莫利内、勒潘、圣迪迪耶昂东容。

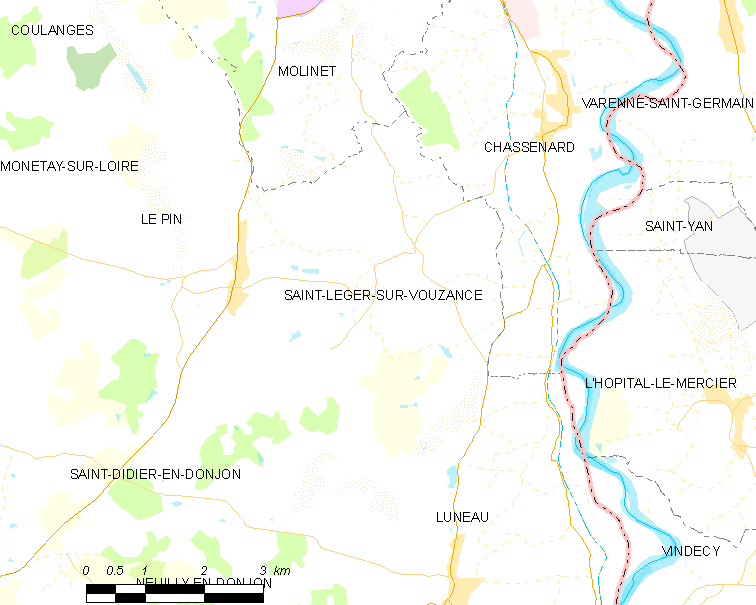
武藏斯河畔圣莱热的OSM定位图

武藏斯河畔圣莱热的时区为UTC+01:00、UTC+02:00（夏令时）。

## 行政
武藏斯河畔圣莱热的邮政编码为03130，INSEE市镇编码为03239。

## 政治
武藏斯河畔圣莱热所属的省级选区为贝布尔河畔栋皮埃尔县。

## 人口

1962-2008年间武藏斯河畔圣莱热人口变化图示

武藏斯河畔圣莱热于2022年1月1日时的人口数量为259人。